# Ancienne église de Messukylä
L’ancienne église de Messukylä (finnois : Messukylän vanha kirkko) est une église  située dans le quartier de Messukylä à Tampere en Finlande,.

## Présentation
L’église en pierre est bâtie entre 1510 et 1530 à la place de l’église en bois datant du XVe siècle. 
La plus ancienne partie de l’église est la sacristie datant de la fin du XVe siècle.
De l'église du XVe siècle subsistent cinq statues de bois dont la statue de la Vierge qui est exposée au Musée national de Finlande.

Les quatre autres sont visibles dans l’église actuelle, l'une représente l'archange Gabriel, deux autres représenteraient Saint Olav et Saint Jacques.
Durant les années 1796–1797, l’église est rénovée par Matti Åkerblom.
À la suite de la construction de la nouvelle église de Messukylä, le clocher construit en 1879 par Matti Åkerblom est détruit et l’église est mise hors service.

## Galerie

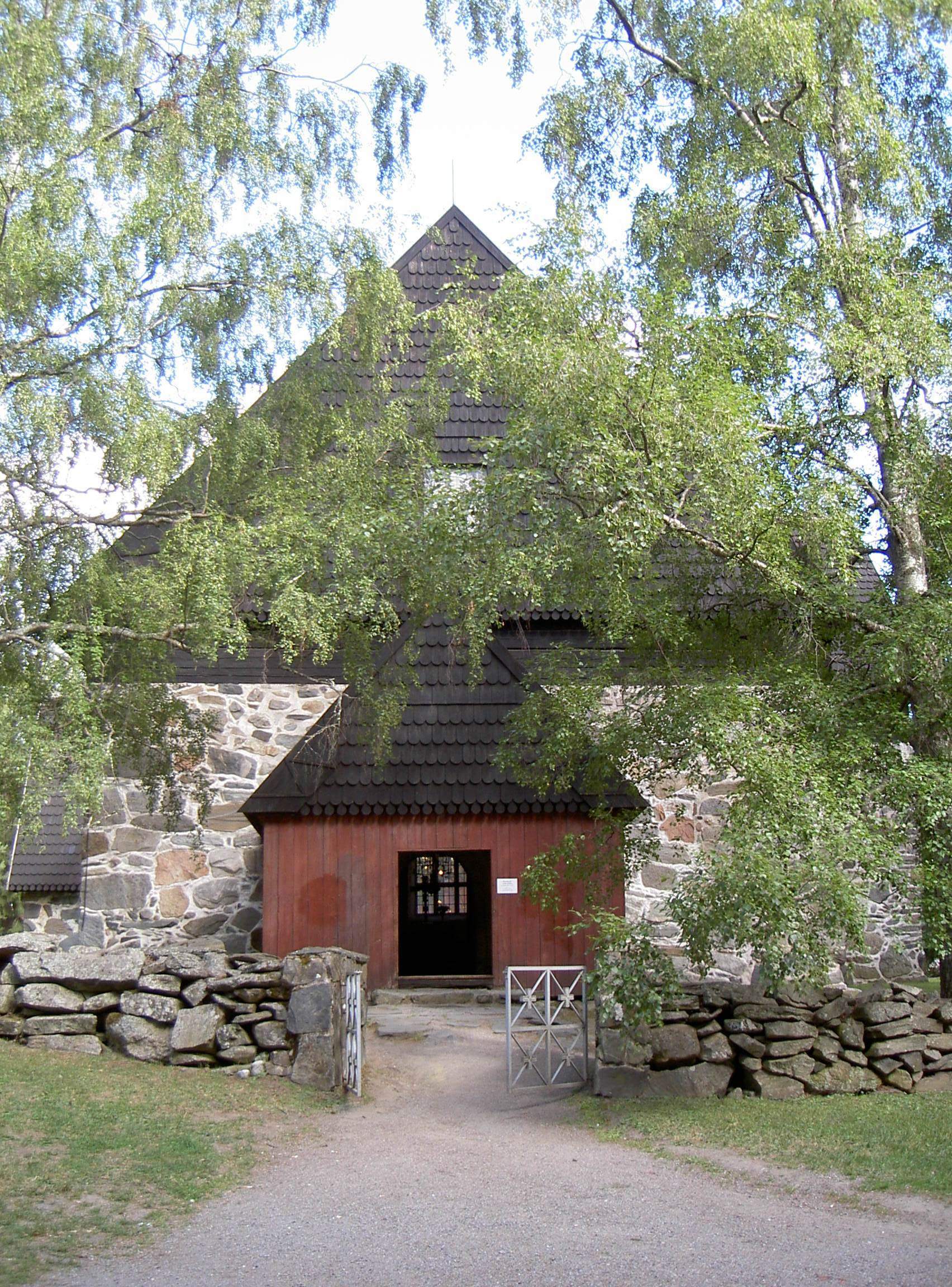
L'entrée de l'église.
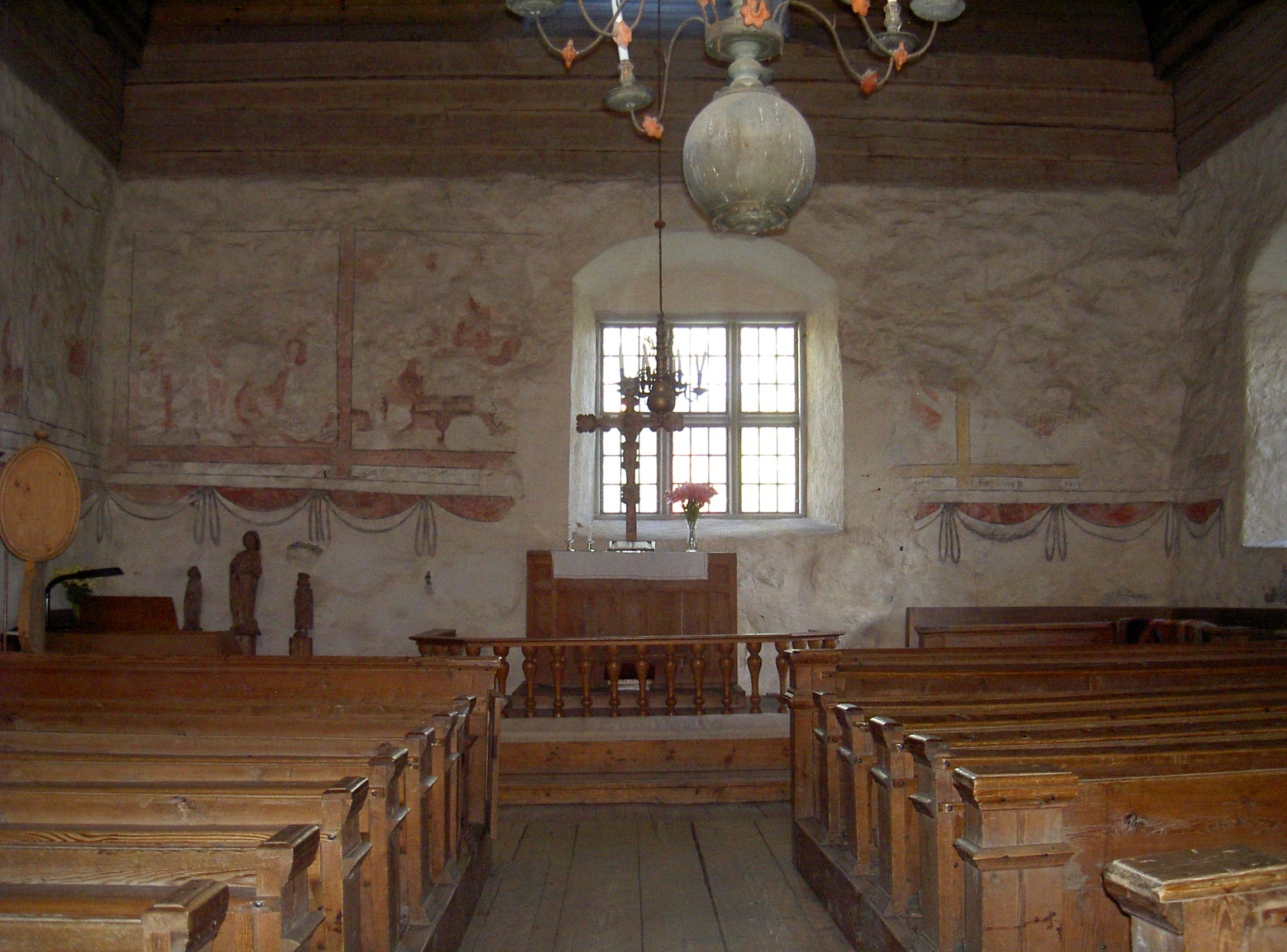
L'intérieur de l'église.